# Astathes bella
Astathes bella är en skalbaggsart som beskrevs av Charles Joseph Gahan 1901. Astathes bella ingår i släktet Astathes och familjen långhorningar.
Artens utbredningsområde är Sulawesi. Inga underarter finns listade.